# Luis Morales Reyes
Luis Morales Reyes (Churumuco, 5 de julho de 1936 – São Luís Potosí, 2 de fevereiro de 2024) foi um clérigo mexicano e arcebispo emérito de San Luis Potosí. De 1997 a 2003 foi Presidente da Conferência Episcopal Mexicana.

## Vida
Luis Morales Reyes foi formado em filosofia e teologia pela Pontifícia Universidade Gregoriana. Foi ordenado sacerdote pela diocese de Tacámbaro em 2 de dezembro de 1962, onde trabalhou, entre outras coisas, como conselheiro do movimento familiar cristão. Mais tarde Morales pertenceu ao conselho pastoral da diocese.
Papa Paulo VI nomeou-o em 8 de março de 1976 bispo auxiliar de Tacámbaro e bispo titular de Burca. O bispo de Tacámbaro, José Abraham Martínez Betancourt, o consagrou em 4 de maio do mesmo ano; Os co-consagradores foram Mario Pio Gaspari, Delegado Apostólico no México, e Gilberto Valbuena Sánchez, Vigário Apostólico de La Paz en la Baja California Sur. De 1983 a 1985 foi membro da Comissão para o Clero da Conferência Episcopal Mexicana antes de ser Tesoureiro da Conferência Episcopal até 1991.
O Papa João Paulo II o nomeou Bispo de Tacámbaro em 5 de junho de 1979. Foi nomeado Bispo Coadjutor de Torreón em 19 de fevereiro de 1985 e empossado em 20 de abril do mesmo ano. Depois que Fernando Romo Gutiérrez se aposentou, ele o sucedeu em 27 de junho de 1990 como Bispo de Torreón. Em 1996 tornou-se vice-presidente da Conferência Episcopal Mexicana, sucedendo ao falecido Manuel Pérez-Gil y González, e em 1997 e 2000 foi eleito presidente por um período de três anos cada. Em 20 de janeiro de 1999 foi nomeado Arcebispo de San Luis Potosí e empossado em 18 de março do mesmo ano.
Em 3 de abril de 2012, o Papa Bento XVI aceitou a renúncia de Luis Morales Reyes por motivos de idade.

## Morte
Reyes morreu no dia 2 de fevereiro de 2024 aos 87 anos.